# Pak Namcshol (labdarúgó, 1988)
Pak Namcshol (hangul: 박남철, handzsa: 朴南哲, RR: Pak Nam-chol; Phenjan, 1988. október 3. –) észak-koreai válogatott labdarúgó.

## Pályafutása

### Klubcsapatban
Az Amnokkang csapatában játszik 2009 óta. 

### A válogatottban
2007 és 2012 között 32 alkalommal játszott az észak-koreai válogatottban és 1 gólt szerzett Részt vett a 2010-es világbajnokságon, de nem lépett pályára egyetlen mérkőzésen sem. Tagja volt a 2011-es Ázsia-kupán szereplő válogatott keretének is. 